# 賀来弓月
賀来 弓月（かく ゆづき、1939年2月3日 - ）は、日本の外交官・評論家。ウィニペグ総領事、チェンナイ総領事、ムンバイ総領事を歴任した。

## 略歴
愛知県生まれ。1960年名古屋大学法学部在学中に外交官上級試験に合格。1961年外務省入省、オックスフォード大学修士課程に留学（国際関係論、国際法、EC法専攻）。
在英国日本国大使館、在ジュネーブ政府代表部、在ブラジル日本国大使館、在ニューヨーク日本国総領事館勤務を経て、外務省経済局国際経済第一課長、在デンマーク日本国大使館参事官、防衛庁防衛研究所、在イタリア日本国大使館公使、国際農業開発基金（IFAD）日本政府代表理事、在ブラジル日本国大使館公使、在ウィニペグ総領事、在アメリカ合衆国日本国大使館公使、1992-1994年東西センター（米議会設置シンクタンク）客員上席研究員兼所長特別顧問、在マドラス総領事、ボンベイ総領事。

## 著書
- 『地球化時代の国際政治経済 情報通信化革命と運輸革命の衝撃』1995 中公新書
- 『インド現代史 独立五〇年を検証する』1998 (中公新書)
- 『死別の悲しみを癒す本 愛する人を亡くした時、どう生きるか』PHP研究所 2000
- 『内なるものと外なるものを 多文化時代の日本社会』日本経済評論社 2001